# Шаншіашвілі Сандро Ілліч
Шаншіашвілі Сандро Ілліч (1888—1979) — грузинський радянський поет і драматург. Заслужений діяч мистецтв Грузинської РСР (1930). Лауреат Сталінської премії другого ступеня (1949).

## Біографія
Народився 13 (25) липня 1888 року в селі Джугаані (нині Телавського муніципалітету Грузії) в родині священика.
У 1904 році пробує себе в літературній діяльності. Був виключений з Тбіліської грузинської гімназії за видання в ній нелегального журналу, просидів у в'язниці вісім місяців.
У 1911—1914 роках навчався в Швейцарії, потім — в Берлінському і Лейпцизькому університетах.
В 1917 видавав газету «Сартквело» («საქართველო») і журнал «Марані» («მარანი»), але незабаром через розбіжності в редакційній колегії залишив роботу в газеті і переїхав з Тифліса в рідне село, де жив, займаючись сільським господарством і поезією, до 1923 року.
Приймав у себе Миколу Заболоцького, Іраклія Андронікова, Миколу Тихонова.